# Place Dampierre
La place Dampierre est une place située à Bagneux dans les Hauts-de-Seine, en France.

## Situation et accès
Elle est entourée de la rue de la République, de la rue Salvador-Allende, de la rue Louis-Charles-Boileau et de la rue de la Mairie.

## Origine du nom
Cette place a été nommée en hommage d'Anne Marie André Henry Picot de Dampierre qui, lors de la deuxième bataille de Châtillon, fut tué à l'ennemi le 13 octobre 1870 à cet endroit.

## Historique
Jusqu'en 1866 se trouvait à cet endroit le cimetière de la ville, entouré de murs. L'année suivante, le nouveau cimetière est ouvert, on y translate les tombes existantes, et le terrain reste à l'abandon, jusqu'à la guerre de 1870 où il est le siège de violents combats. Après la construction du monument Dampierre en 1874, on y aménage en 1883 une place publique, qui sert dès 1885 de marché aux comestibles. L'endroit prend alors le nom de place du Marché. En 1900, un arrêt du tramway y est créé.
Une nouvelle rénovation y a eu lieu en 2011. Un marché s'y tient toujours.

## Bâtiments remarquables et lieux de mémoire

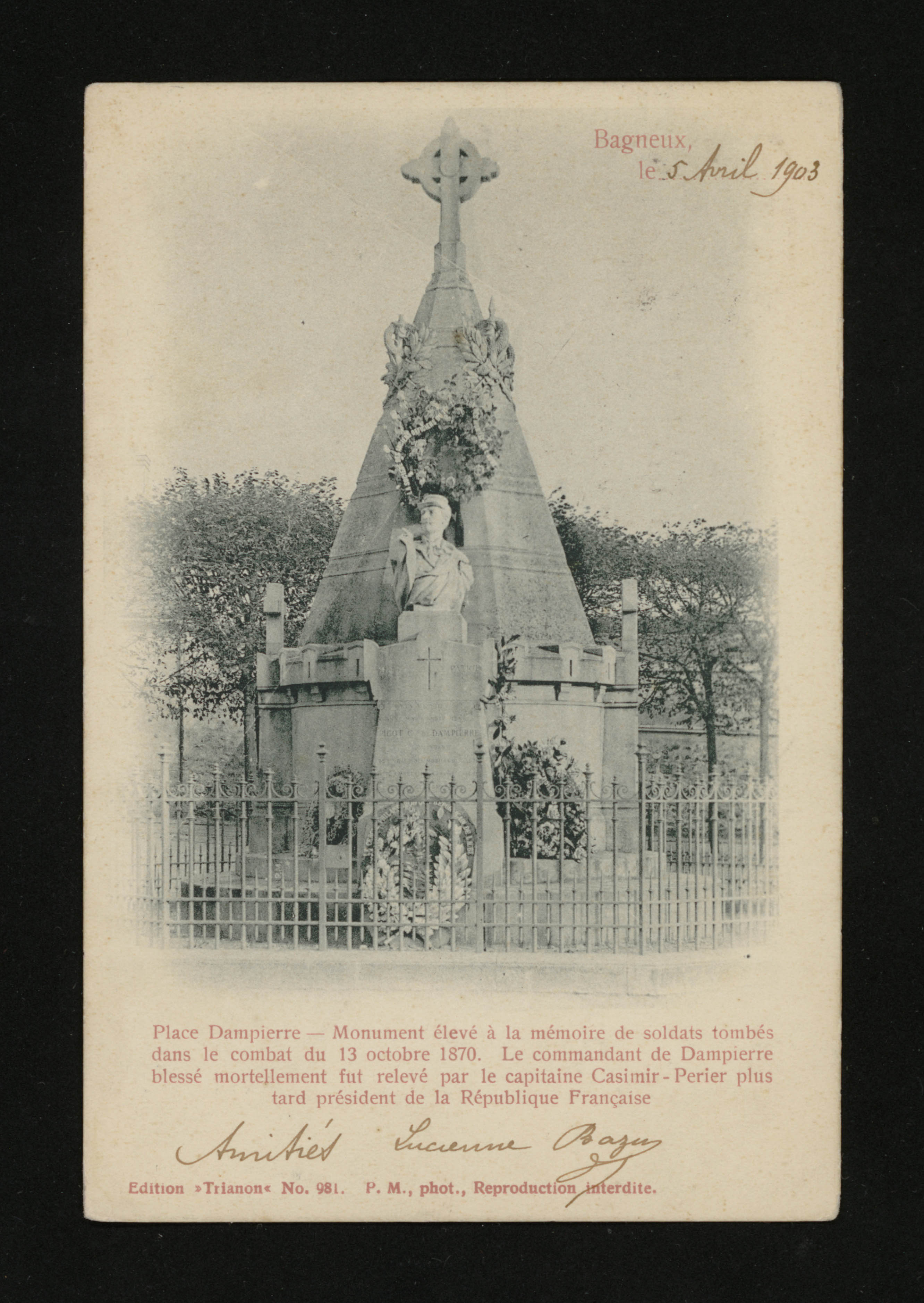
Monument élevé à la mémoire de soldats tombés dans le combat du 13 octobre 1870.

- Ancien cimetière, où fut enterré le géographe Jean-Baptiste Fortin. Il a été remplacé en 1867 par le cimetière communal de Bagneux[5],[6],[7].
- Lors des grèves de juin 1936, y eurent lieu des manifestations ouvrières, soutenues par le député communiste Albert Petit[8].
- Par une délibération du 16 mai 1874, construction du monument du Comte de Dampierre, sur les plans des architectes Alphonse de Metz et Albert Lalanne[9]. En 1937, lors du réaménagement de la place, il est déplacé au cimetière communal et restauré[10],[11].
- Quelques bâtisses datant du XIXe siècle[12].

"Le Dampierre"

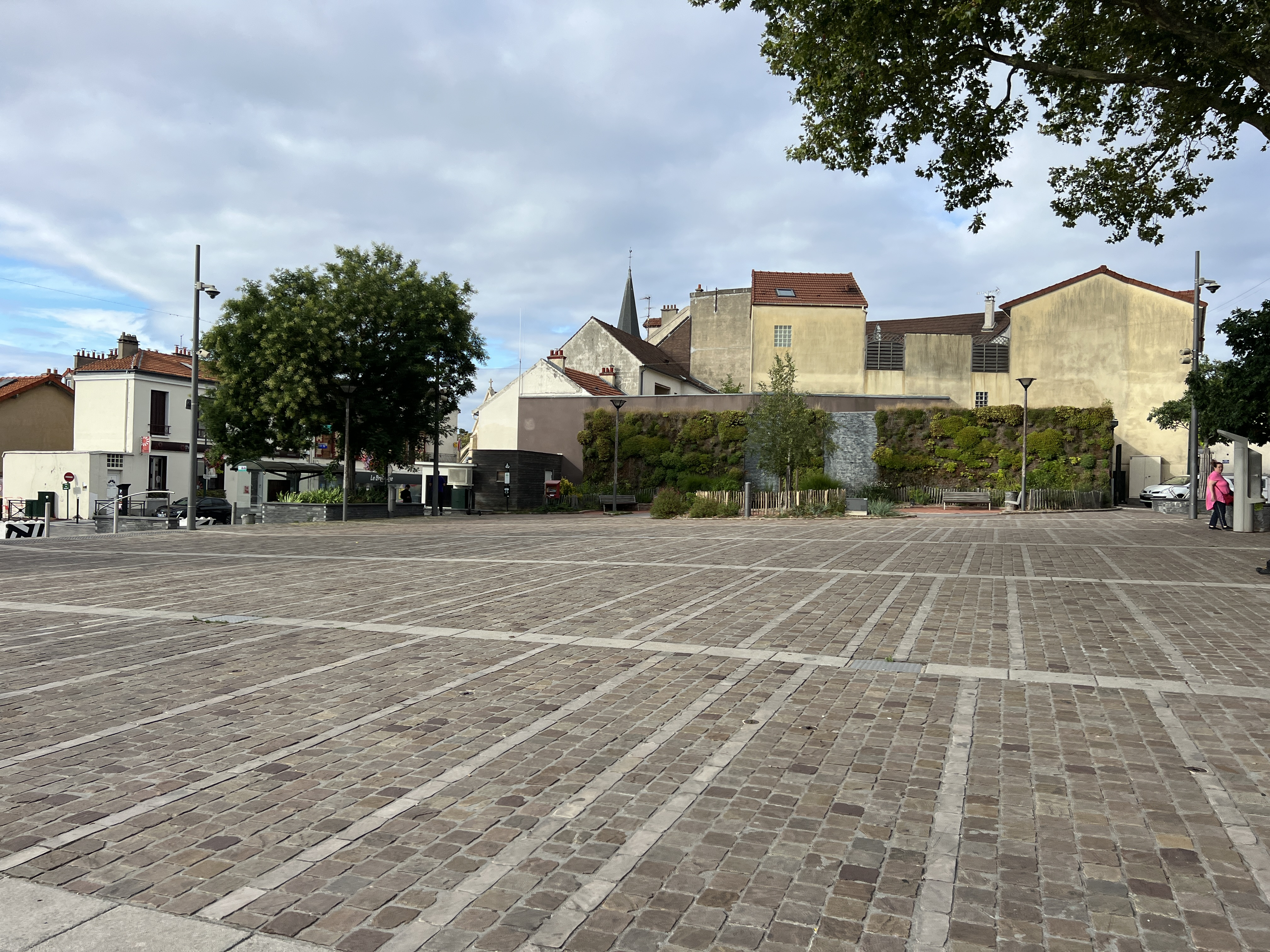
La place en juillet 2023.

Bâtiment situé à l'angle de la Rue de Fontenay et Allende, construit à la fin du XVIIIème siècle ayant servi de relais entre Bagneux-Fontenay et Sceaux. A coté, une ferme a été construite au début du XIXème siècle. Pendant près de deux siècles un café-restaurant s'activait pour accueillir les habitants de Bagneux et des alentours. Des carriers logeaient dans les étages et mansardes du bistrot. Ces bâtiments ont été choisis par l'association "Bagneux Village Remarquable" pour être proposés dans une procédure de classement à l'inventaire des monuments historiques. Cet ilot a été par ailleurs repéré par le CAUE 92 comme un site remarquable. La pression de promoteurs risque d'aller à l'encontre de l'histoire qui invite à protéger la mémoire, l'environnement dans le cadre de la participation citoyenne active (Démocratie active). Dans le cadre de propositions alternatives à la démolition, l'association propose de réhabiliter ces bâtiments et d'en faire une brasserie avec la Bière de Bagneux, un four à pain et une fromagerie. Déjà plus de 500 personnes soutiennent ce projet dont des architectes, des archéologues, des historiens, des journalistes et un grand nombre de citoyen-ne-s de Bagneux.
La pétition "Sauver le Dampierre" a été étudiée lors du conseil municipal du 15 octobre 2024, dans le cadre de l'exercice du droit de saisine citoyenne. Lors du vote qui s'ensuivit, malgré le soutien des élus EELV et Citoyens (en désaccord avec les autres groupes de la majorité municipale), il fut décidé, à la majorité des votants, de ne pas donner suite à cette saisine.